# اچ‌ام‌ای‌اس کانبرا (اف‌اف‌جی ۰۲)
اچ‌ام‌ای‌اس کانبرا (اف‌اف‌جی ۰۲) (به انگلیسی: HMAS Canberra (FFG 02)) یک کشتی بود که طول آن ۱۳۸ متر (۴۵۳ فوت) بود. این کشتی در سال ۱۹۷۸ ساخته شد.